# Лара Крофт: Расхитительница гробниц (фильм)
«Лара Крофт: Расхитительница гробниц» (англ. Lara Croft: Tomb Raider) — приключенческий боевик, основанный на серии игр Tomb Raider с Ларой Крофт в исполнении Анджелины Джоли, совместного производства США, Великобритании, Японии и Германии. Режиссёром выступил Саймон Уэст, фильм вращается вокруг Лары Крофт, пытающейся получить древние артефакты в конкуренции с Иллюминатами.
Премьера состоялась 15 июня 2001 года. Фильм получил в целом негативные отзывы от критиков, хотя Джоли похвалили за её игру. Он заработал 274,7 миллионов долларов по всему миру, став одним из самых кассовых экранизаций компьютерных игр. Продолжение, «Лара Крофт: Расхитительница гробниц 2 — Колыбель жизни», вышло в 2003 году.

## Сюжет
В начале фильма Лара Крофт в египетской гробнице, пытаясь завладеть картой памяти, сражается с роботом-убийцей. Она обезвреживает робота и меняет его программу. Далее оказывается, что бой происходил в личном поместье Крофт, а Брайс проверял в действии своего робота SIMON.
В этот день, 15 мая, начинается Сизигия — Парад планет, который завершится солнечным затмением. Такое происходит раз в 5 тысяч лет. В Венеции проходит собрание Иллюминатов, которые хотят найти две половины таинственного артефакта до завершения Парада планет. Манфред Пауэлл, член Совета Иллюминатов, заверяет собравшихся, что он найдёт артефакт, хотя даже не знает, где искать ключ.
Этой же ночью Ларе снится её отец, напоминающий о Параде планет и о связанном с ним «Треугольнике Света». Ранним утром она находит вход в секретную комнату под лестницей, где находятся спонтанно начавшие тикать старинные часы. Брайс с помощью зондов обнаруживает внутри часов некое устройство.
На мотоцикле Лара едет на аукцион, чтобы поговорить с другом своего отца Уилсоном, коллекционером часов. Попутно она встречает другого расхитителя гробниц Алекса Уэста, который весьма неразборчив в методах и поэтому кардинально расходится с ней в отношении к историческим ценностям. Лара предполагает, что часы связаны с «Треугольником Света», но Уилсон говорит, что не знает ничего об этом. Однако затем он звонит Ларе и предлагает поговорить о часах с человеком по имени Манфред Пауэлл. Лара встречается с Пауэллом и показывает ему фотографии. Вечером в беседе с Брайсом Лара указывает, что тот откровенно лгал по поводу знаний о часах. Внезапно отряд коммандос начинает штурм замка. Лара ловко отбивается, нейтрализовав большую часть грабителей, но тем всё-таки удаётся забрать часы.
Утром во время уборки беспорядка Лара получает письмо от своего отца, которое должно было прибыть адресату в начале Парада планет. Он объясняет, что часы — ключ к нахождению двух половин мистического «Треугольника Света», сделанного из металла метеорита, который упал в финале Парада планет 5 тысяч лет назад. Артефакт позволял изменять течение времени, а когда его применили неправильно, город, где он хранился, был разрушен. Чтобы такого не повторилось, люди разбили его на две части и спрятали их в разных частях Земли. Просьба отца: найти и уничтожить артефакт, прежде чем Иллюминаты смогут им воспользоваться.
Первая часть «Треугольника Света» находится в Камбодже. Чтобы попасть туда, Лара обращается к знакомым военным. С самолёта её сбрасывают на джипе с парашютом. Пока команда Пауэлла и Уэста ломает главный вход в храм, Лара успевает проникнуть внутрь с обратной стороны. Лара выходит из своего укрытия, когда видит, что Уэст вставил часы-ключ не в тот замок. Она убеждает его отдать ключ, вставляет в замок рядом с собой, и древний механизм приходит в движение. Огромная балка, раскачиваясь, разбивает сосуд в основании гигантской статуи, и появляется часть артефакта. Пауэлл тянется к нему, но Лара успевает выхватить первую половину «Треугольника Света» и прячется за колоннами. Тут же оживают каменные статуи-хранители храма и нападают на всех подряд людей в подземелье. Пауэлл и Уэст успевают бежать, прихватив ключ. Лару атакует главный страж — гигантская многорукая статуя, не восприимчивая к огнестрельному оружию, которая разрушается лишь после прямого попадания раскачивающейся балки. Лара бежит через лес и прыгает с водопада. Алекс Уэст не решается её застрелить. В Ангкор-Вате Лара звонит по спутниковому телефону Пауэллу, который назначает встречу в Венеции, так как у неё — первая половина артефакта, а у её противников — ключ ко второй половине.
Встреча происходит в главном здании Иллюминатов, где Пауэлл предлагает партнёрство для успешного завершения поисков и рассказывает Ларе, что её отец сам был членом Совета Иллюминатов. Лара, Брайс и Пауэлл вместе садятся на вертолёты и летят в Сибирь, где находится Потерянный город. В Мёртвой зоне отказывают навигационные приборы, с амфибий искатели приключений пересаживаются на сани и въезжают в район кратера, где находят скрытый город и гигантскую модель Солнечной системы. Механизм приходит в движение с приближением последней фазы Парада планет. Ларе удаётся добраться до основания и вытащить вторую половину артефакта. Глава Иллюминатов уже собирается соединить две половины, но по приказу Пауэлла, желающего самому стать Главой, коммандос его расстреливают. Когда Пауэлл пытается собрать артефакт, у него ничего не выходит. Тогда он убивает Уэста. Тем самым Пауэлл побуждает Лару раскрыть секрет и собрать артефакт, чтобы с его помощью спасти Уэста и своего отца в прошлом. Выпавшая из разрушенного ключа песчинка собирает «Треугольник света». Происходит взрыв. Отброшенные в разные стороны, Лара и Пауэлл оказываются в потустороннем мире. Они бегут по пирамиде к артефакту на вершине — Лара опережает соперника, становясь повелителем времени.
В альтернативной реальности она встречает своего отца, который говорит, что «время нельзя менять», а вместо спасения его жизни в прошлом призывает уничтожить «Треугольник света». Лара оказывается в Потерянном городе в тот момент, когда нож летит в Уэста — время замедлило ход. Лара невероятным усилием переворачивает острие ножа в противоположную от груди Уэста сторону и выстрелом из пистолета разбивает артефакт на осколки. Течение времени становится обычным, и нож врезается в плечо Пауэлла.
Потерянный город начинает разрушаться. Каждый пытается выбраться, но Пауэлл останавливает Лару рассказом о том, что лично убил её отца и забрал карманные часы убитого. Чтобы отобрать семейную реликвию, Лара бросается на врага и в рукопашной схватке убивает его, забирает карманные часы отца, бежит к выходу из кратера и спасается в последний момент.
Лара возвращается в свой особняк и предстаёт перед подающим завтрак Хилари в необычном виде: как английская леди, в белом платье и шляпе. Она идёт отдать дань своему отцу на мемориал, а по возвращении её ждёт сюрприз. Брайс восстановил робота SIMON, снова готового к сражению. Хилари на подносе предлагает ей пару пистолетов, и Лара бросается в бой.

## В ролях
| Актёр              | Роль                         |
| ------------------ | ---------------------------- |
| Анджелина Джоли    | Лара Крофт                   |
| Иэн Глен           | Манфред Пауэлл               |
| Дэниел Крейг       | Алекс Уэст                   |
| Джон Войт          | Лорд Ричард Крофт            |
| Ноа Тейлор         | Брайс                        |
| Ричард Джонсон     | Почётный джентльмен          |
| Крис Берри         | Хиллари                      |
| Джулиан Райнд-Татт | мистер Пиммс                 |
| Лесли Филлипс      | Уилсон                       |
| Роберт Филлипс     | Джулиус / лидер отряда убийц |
| Рэйчел Апплтон     | Лара Крофт в детстве         |
| Олег Фёдоров       | русский офицер               |

## Саундтрек
Lara Croft: Tomb Raider — Original Motion Picture Soundtrack был выпущен 15 июня 2001 года. Заглавными композициями саундтрека стали песня ирландской рок-группы U2 «Elevation Tomb Raider Mix» и песня американской индастриал-группы Nine Inch Nails «Deep», которая, в поддержку Lara Croft: Tomb Raider — Original Motion Picture Soundtrack, была выпущена в качестве отдельного сингла. К «Deep» был снят видеколип, однако он фактически не связан с сюжетом фильма.
| №   | Название                                      | Музыка                            | Длительность |
| --- | --------------------------------------------- | --------------------------------- | ------------ |
| 1.  | «Elevation» (Tomb Raider Mix)                 | U2                                | 3:36         |
| 2.  | «Deep»                                        | Nine Inch Nails                   | 4:08         |
| 3.  | «Galaxy Bounce»                               | The Chemical Brothers             | 4:45         |
| 4.  | «Get Ur Freak On» (Remix)                     | Missy Elliott feat. Nelly Furtado | 3:10         |
| 5.  | «Speedballin'»                                | OutKast feat. Cee Lo Green & Joi  | 4:56         |
| 6.  | «Ain't Never Learned»                         | Moby                              | 3:46         |
| 7.  | «The Revolution»                              | BT                                | 4:17         |
| 8.  | «Terra Firma» (Lara's Mix)                    | Delerium feat. Aude               | 5:06         |
| 9.  | «Where's Your Head At?»                       | Basement Jaxx                     | 4:43         |
| 10. | «Illuminati»                                  | Fatboy Slim feat. Bootsy Collins  | 3:14         |
| 11. | «Absurd» (Whitewash Edit)                     | Fluke                             | 3:40         |
| 12. | «Song of Life»                                | Leftfield                         | 7:03         |
| 13. | «Edge Hill»                                   | Groove Armada                     | 7:00         |
| 14. | «Satellite»                                   | Bosco                             | 3:39         |
| 15. | «Devil's Nightmare»                           | Oxide & Neutrino                  | 6:04         |
| 16. | «In Control» (Australian Edition Bonus Track) | Die Toten Hosen                   | 3:13         |

## Съёмки
- Пистолеты Лары в фильме — Heckler & Koch USP Match.
- Часть фильма была снята в городе Ангкор, Камбоджа. Это первый с 1964 года (после Лорда Джима) западный фильм со съёмками в этой стране[8].
- Внешний вид усадьбы Лары — Хэтфилд-хаус, огромное имение в графстве Хартфордшир, Англия[9].
- Для правдоподобности актёры в фильме говорят с неродным для них акцентом: американка Анджелина Джоли (Лара Крофт) — с английским, англичанин Дэниел Крейг (Алекс Уэст) — с американским, Иэн Глен (Манфред Пауэлл), шотландец — с английским акцентом.
- Буддистская церемония, в которой принимает участие Лара (после сцены телефонного разговора с Пауэллом из Камбоджи), показана по-настоящему и не является постановочной.
- На хит U2 Elevation из саундтрека фильма в дальнейшем был снят видеоклип на тему Расхитительницы гробниц, музыканты даже захотели пригласить для съёмок в нём Джоли.
- Джон Войт, сыгравший лорда Ричарда Крофта, в жизни — отец Анжелины Джоли.
- Домашний робот Лары Крофт носит имя «Саймон», а над мастерской по его ремонту висит табличка «West». Отсылка к имени режиссёра.

## Сборы
Фильм в первый уик-энд собрал 47,7 миллионов долларов. На тот момент это второй по сборам дебют студии Paramount Pictures. Кроме того, результат установил рекорд для фильмов с главной героиней-женщиной, превысив сборы «Ангелов Чарли», собравшего в первый уик-энд 40,1 миллионов долларов. Это самая успешная адаптация компьютерных игр на большие экраны по данным на июнь 2001 года.